# Clásico paisa
Le Clásico paisa est le nom donné au derby entre les clubs de l'Atlético Nacional et de l'Independiente Medellín. Cette rivalité se réfère à l'antagonisme entre les principaux clubs de la ville de Medellín, en Colombie.
Le bilan des confrontations est à l'avantage de l'Atlético qui a gagné 109 matchs, contre 74 pour l'Independiente.
Le palmarès des deux clubs confirme cet avantage : en effet, l'Atlético a remporté 11 titres dans des compétitions nationales et 5 dans des compétitions internationales, alors que l'Independiente en a remporté 6 dans des compétitions nationales et aucun dans des compétitions internationales.

## Histoire
La 1re confrontation entre les deux clubs remonte au 30 septembre 1948 et une victoire de l'Independiente 3 buts à 0.

## Statistiques

### Général
| Compétition   | Victoires de l'Atlético | Matchs nuls | Victoires de l'Independiente | Buts de l'Atlético | Buts de l'Independiente |
| ------------- | ----------------------- | ----------- | ---------------------------- | ------------------ | ----------------------- |
| Liga Postobón | 128                     | 102         | 89                           | 430                | 364                     |

mise à jour le 17 novembre 2024

### Palmarès
| Compétition         | Atlético | Independiente |
| ------------------- | -------- | ------------- |
| Championnat         | 11       | 5             |
| Coupe               | 0        | 1             |
| Copa Libertadores   | 1        | 0             |
| Copa Interamericana | 2        | 0             |
| Copa Merconorte     | 2        | 0             |
| Total               | 16       | 6             |

## Matchs
| Date              | N° | Rencontre              | Score | Saison | Ref.  |
| ----------------- | -- | ---------------------- | ----- | ------ | ----- |
| 30 septembre 1948 | 1  | Atlético-Independiente | 3-0   | 1948   | [ 1 ] |
| ?                 | 2  | Independiente-Atlético | 2-1   | 1948   | [ 1 ] |